# هير (دلغان)
هير (بالفارسية: هیر) هي قرية تقع في قسم هوديان الريفي (مقاطعة دلغان) في إيران. يقدر عدد سكانها بـ 20 نسمة بحسب إحصاء 2016.